# Giáo dục vũ đạo

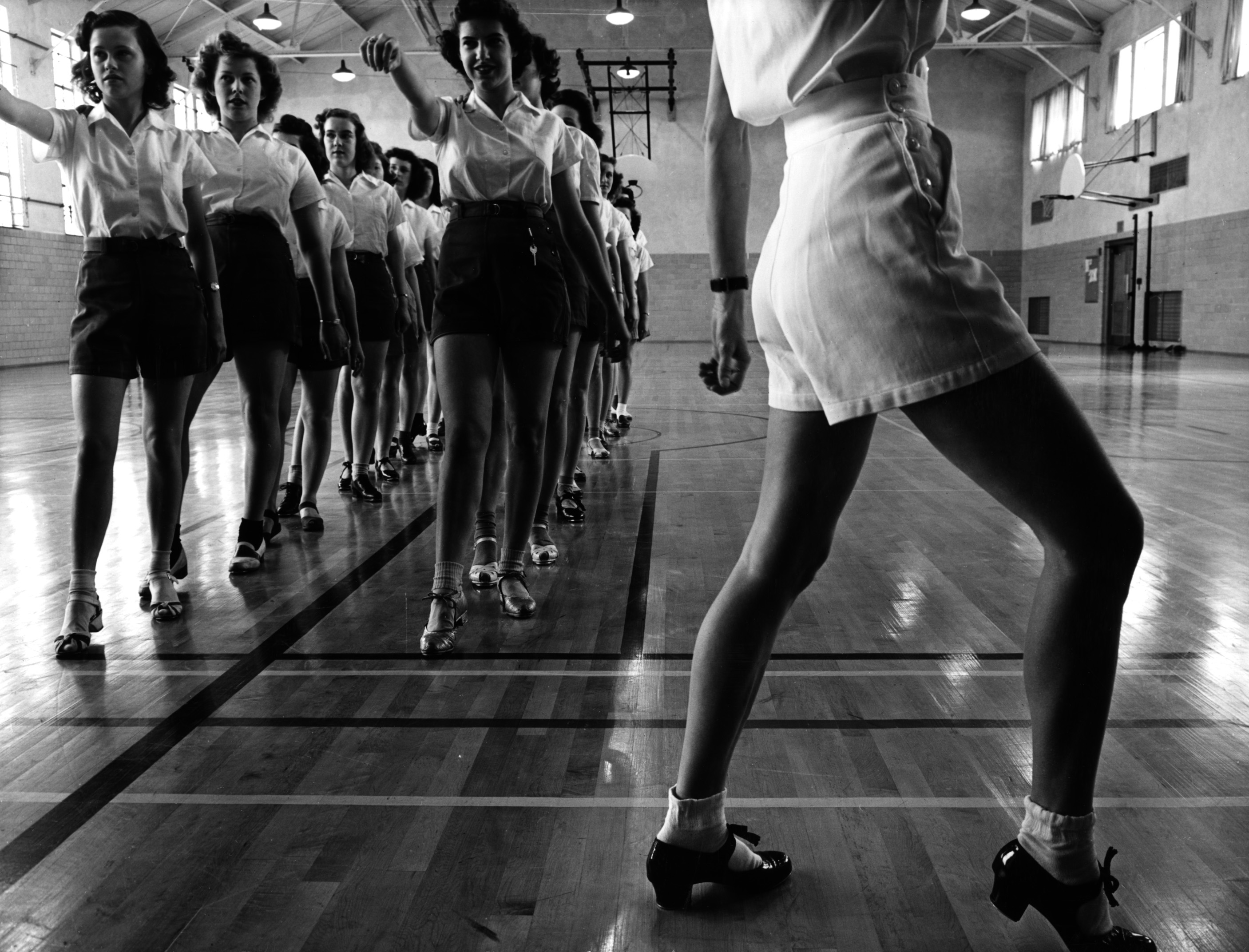
Một lớp dạy nhảy thiết hài (tap dance) năm 1942.

Giáo dục vũ đạo hay hiểu đơn giản là dạy nhảy múa, là hoạt động luyện tập, thực hành trong đó học viên được dạy một lượng vốn hiểu biết sâu rộng về bộ môn nghệ thuật vũ đạo hoặc được đào tạo một cách chuyên nghiệp, bài bản về các điệu nhảy hay điệu múa riêng biệt. Giáo dục vũ đạo còn bao trùm cả một lĩnh vực nghiên cứu trong đó các học giả tiến hành nghiên cứu căn nguyên về các phương pháp dạy và học vũ đạo.